# Chodkiewicz (herb szlachecki)
Chodkiewicz (Gryf z Mieczem) – polski herb szlachecki, odmiana herbu Kościesza.

## Opis herbu
Na tarczy dwudzielnej w słup w polu prawym, czerwonym, rogacina rozdarta, przekrzyżowana, w polu lewym, czerwonym, gryf srebrny, o orężu złotym, wspięty, trzymający w prawej łapie szablę o głowni srebrnej i rękojeści złotej. W klejnocie pół godła z lewego pola. Herb łączy zatem elementy herbów Gryf i Kościesza.

## Najwcześniejsze wzmianki
Pierwotnie Chodkiewiczowie pieczętowali się Kościeszą. Brak danych o tym, kiedy nastąpiło dodanie Gryfa.

## Herbowni
- Chodkiewiczowie

### Znani herbowni
- Anna Alojza Chodkiewicz – hetmanowa wielka litewska, żona Jana Karola
- Aleksander Chodkiewicz (zm. 1549) – wojewoda nowogródzki
- Aleksander Chodkiewicz (zm. 1626) – wojewoda trocki
- Aleksander Krzysztof Chodkiewicz (zm. 1676) – biskup wendeński, kanonik wileński
- Aleksander Chodkiewicz (1776-1838) – generał, literat, chemik
- Grzegorz Chodkiewicz – hetman wielki litewski, hetman polny litewski, wojewoda kijowski i witebski
- Hieronim Chodkiewicz (1500–1561) – starosta generalny żmudzki, działacz państwowy, dziadek Jana Karola
- Iwan Chodkiewicz – wojewoda kijowski, protoplasta rodu Chodkiewiczów
- Jan Hieronimowicz Chodkiewicz – marszałek wielki litewski, starosta generalny żmudzki
- Jan Karol Chodkiewicz – hetman wielki litewski, wojewoda wileński, starosta generalny żmudzki, wojskowy
- Jan Mikołaj Chodkiewicz – starosta generalny żmudzki
- Jerzy Juriewicz Chodkiewicz – starosta generalny żmudzki
- Jerzy Aleksandrowicz Chodkiewicz (1524–1569)
- Jerzy Karol Chodkiewicz – oboźny wielki litewski
- Krzysztof Chodkiewicz – wojewoda wileński
- Tyszka Chodkiewicz Koroniewski – szlachcic uważany za protoplastę rodu Chodkiewiczów

## Występowanie w heraldyce terytorialnej
Pełna wersja herbu, z tynkturą rogaciny odmienioną na złotą, została przyjęta jako herb gminy Gródek.